# Alfred J. Kolatch

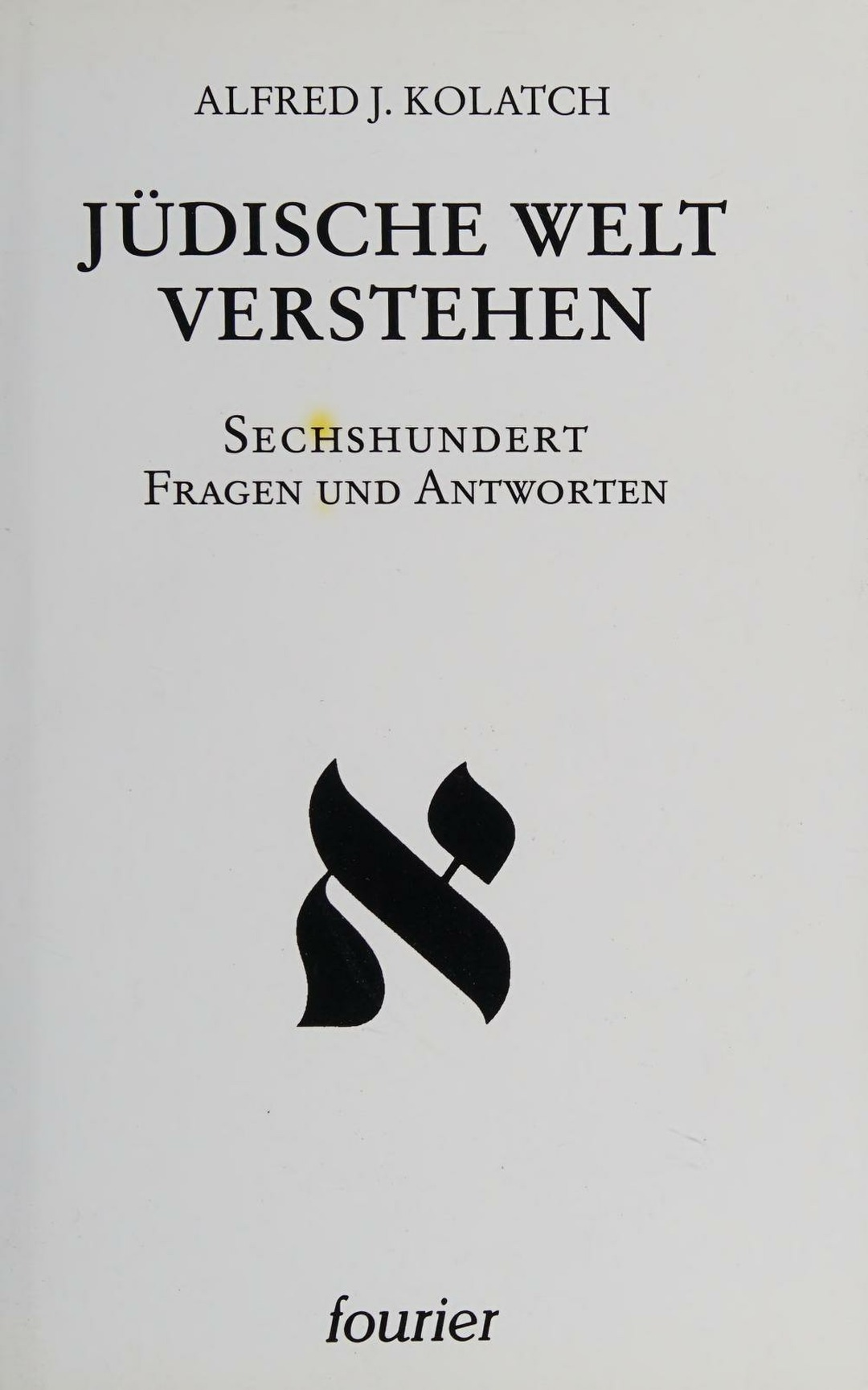
Jüdische Welt verstehen, 1997

Alfred Jacob Kolatch (geboren am 9. Februar 1916 in Seattle; gestorben am 7. Februar 2007) war ein US-amerikanischer Rabbiner, Autor und Verleger. Bekannt wurde er insbesondere durch populärwissenschaftliche Literatur zum Judentum.

## Leben
Kolatch wurde in Seattle geboren und studierte an der Yeshiva University sowie am Jewish Theological Seminary, wo er zum konservativen Rabbiner ordiniert wurde. Während des Zweiten Weltkriegs diente er als Militärseelsorger (Chaplain) in der US-Armee. Anschließend war er als Rabbiner in verschiedenen jüdischen Gemeinden tätig. Im Jahr 1948 gründete Kolatch den Verlag Jonathan David Publishers in New York City, der sich auf jüdische Themen spezialisierte. Der Verlag veröffentlichte zahlreiche Werke populärer jüdischer Sachliteratur, viele davon von Kolatch selbst verfasst. Alfred J. Kolatch gilt als eine Schlüsselfigur der jüdischen populärwissenschaftlichen Literatur im 20. Jahrhundert. Seine Bücher wurden in mehrere Sprachen übersetzt und erreichten eine große Leserschaft, auch über die jüdische Gemeinschaft hinaus. Durch seine Tätigkeit als Verleger trug er maßgeblich zur Verbreitung jüdischer Bildungsliteratur in den Vereinigten Staaten bei.

## Werke (Auswahl)
- The Jewish Book of Why (1981)
- The Second Jewish Book of Why (1985)
- The Complete Dictionary of English and Hebrew First Names (1984)
- The New Name Dictionary (1989)